# Алексей-Никольское
Алексе́й-Нико́льское — село в Уссурийском городском округе Приморского края. Административный центр Алексее-Никольской территории.

## География
Село Алексей-Никольское стоит на левом берегу реки Казачка (левый приток реки Борисовка).
Дорога к селу Алексей-Никольское идёт на запад от Уссурийска через Борисовку. Расстояние до Борисовки около 23 км, до Уссурийска около 32 км.
На автодороге перед селом Алексей-Никольское находятся перекрёстки, от них дороги идут на север, к сёлам Заречное и Гранатовка Октябрьского района, и на запад, в сторону российско-китайской границы, к сёлам Корфовка и Николо-Львовское.

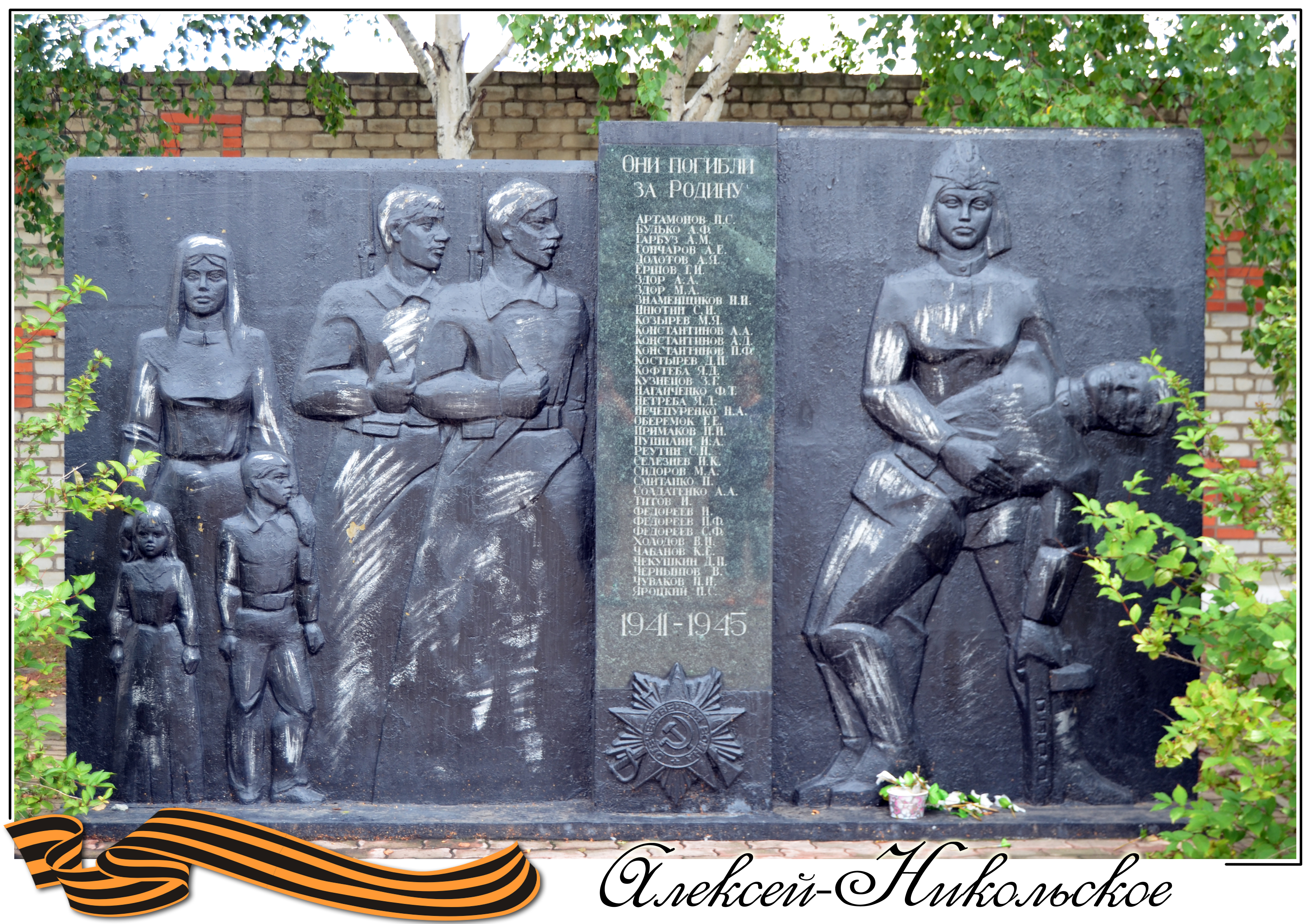
Памятник односельчанам, погибшим в годы Великой Отечественной войны 1941—1945.

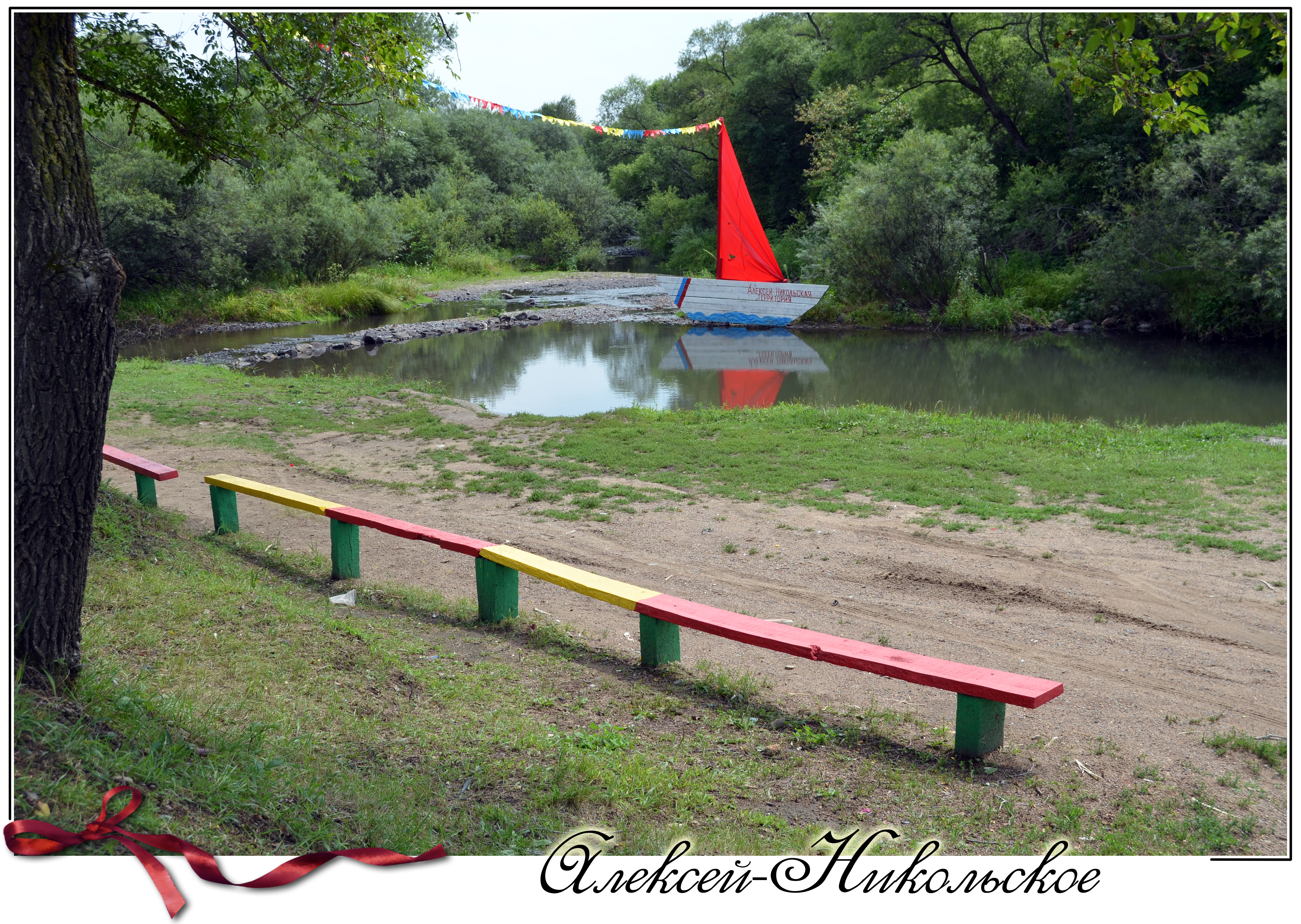
Река Казачка в селе

## История
Основано в 1879 году казаками, переселившимися с реки Уссури. В 1888 году в посёлке Алексей-Никольском было 37 домов и жителей 137 мужчин и 103 женщины. В 1894 году в административном отношении входило в Полтавский станичный округ Южно-Уссурийского края Приморской области.

## Население
| 2002 | 2010 |
| ---- | ---- |
| 757  | ↘705 |

## Улицы
| - ул. Верхняя, - ул. Волочаевская, - ул. Горького, - ул. Колхозная, - ул. Кооперативная, | - ул. Озёрная, - ул. Советов, - ул. Столетия, - ул. Украинская, - ул. Щорса, | - пер. 1-й Озерный, - пер. 2-й Озерный, - пер. Верхний, - пер. Кооперативный. |

## Экономика
Сельскохозяйственные предприятия Уссурийского городского округа.